# Giselle Calderón
Giselle Calderón (geb. am 9. August 1987 in Quito) ist eine ecuadorianische Schauspielerin und ein Model.

## Schauspiel- und Modelkarriere
Calderón spielte bereits in ihrer Kindheit und Jugend in Filmen und Fernsehproduktionen mit, so bereits mit neun Jahren in Entre Marx y una mujer desnuda.(1996), mit 14 in Vivos (2001) und mit 17 Jahren in 1809-1810 mientras llega el día (2004). Nach Ende ihrer Adoleszenz wirkte Calderon vor allem in Spanien in Film- und Fernsehproduktionen mit. 2011 spielte sie eine Hindu-Sklavin in der Historienserie Águila Roja, la película über Philipp IV. von Spanien. Ihre größte Rolle hatte sie von 2011 bis 2013 als Estella, in einer der Hauptrollen der Mystery-Serie El Barco, wo sie unter anderem neben Blanca Suárez spielte.
2012 wurde sie von der Casa de América als eine der einhundert einflussreichsten Latinos in Spanien ausgezeichnet. 2013 wurde sie von der spanischen Ausgabe des Männermagazins FHM als eine der 100 attraktivsten Frauen der Welt ("las 100 mujeres más sexys del mundo") gewählt.
Ihre letzte Filmrolle hatte sie bisher 2016 in Tierra de Serpientes. Nach ihrem Rückzug aus dem Filmgeschäft widmete sich Calderón vor allem ihrer Modelkarriere, wo sie unter anderem auf TikTok als Influencerin in Erscheinung trat.

## Privatleben
Calderon begann zudem ein Psychologiestudium. Sie heiratete und wurde Mutter.

## Filmografie
- 1996: Entre Marx y una mujer desnuda
- 2001: Vivos (Fernsehserie)
- 2004: 1809-1810 mientras llega el día
- 2006: Pasado y Confeso
- 2008: Becarios (Fernsehserie)
- 2008: Lalola (Fernsehserie)
- 2008: Mi gemela es hija única (Fernsehserie)
- 2010: El club del chiste (Fernsehserie)
- 2010: Aída (Fernsehserie)
- 2011: Águila Roja, la película (Fernsehserie)
- 2011: Los misterios de Laura (Fernsehserie)
- 2011–2013: El barco (Fernsehserie)
- 2013: Feliz Año Neox (Fernsehserie)
- 2016: Tierra de Serpientes (Fernsehserie)